# 2023年の朝鮮民主主義人民共和国
2023年の朝鮮民主主義人民共和国 （2023ねんのちょうせんみんしゅしゅぎきょうわこく）では、2023年（主体112年）の朝鮮民主主義人民共和国（北朝鮮）に関する出来事について記述する。

## 要職者
- 最高指導者（朝鮮労働党総書記、国務委員会委員長）
  - 第3代: 金正恩（2011年12月17日 - ）
- 最高人民会議常任委員会委員長
  - 第4代: 崔竜海（2019年4月11日 - ）
- 内閣総理
  - 第7代: 金徳訓（2020年8月13日 - ）

## できごと

### 1月
- 1月5日 - 韓国国家情報院、李容浩元北朝鮮外相の粛清を確認したことを明らかにした[1]。
- 1月20日 - ロシアのウクライナ侵攻に従事している民間軍事会社「ワグネル」に対して北朝鮮が武器を供与している問題で、その証拠として、アメリカ国家安全保障会議が衛星画像を公開[2]。

### 2月
- 2月8日 - 朝鮮人民軍創設75年の節目に合わせ、平壌で軍事パレードを実施。10数基の大陸間弾道ミサイル（ICBM）を披露した。金正恩総書記と10歳ほどと思われる娘のキム・ジュエが出席した[3]。

### 9月
- 9月12日 - 金正恩総書記がボストチヌイ宇宙基地でロシアのウラジーミル・プーチン大統領と会談した[4]。

### 11月
- 11月21日 - 北朝鮮初の偵察衛星「万里鏡1号」の打上げ成功。
- 11月22日 - 韓国政府、北朝鮮の偵察衛星打上げに抗議し、2018年の南北軍事合意で停止していた南北軍事境界線付近での偵察飛行再開を表明[5]。
- 11月23日 - 北朝鮮政府、2018年の南北軍事合意を破棄し、中止していたすべての軍事的措置の即時再開を表明[6]。